# Устаревание
Устаревание (употребляется также образное выражение «моральный износ») — ситуация, ограничивающая полноценное использование оборудования или программного обеспечения по причинам появления сложности:
- в покупке запчастей и дополнительных модулей;
- в нахождении специалистов, умеющих эксплуатировать или ремонтировать/исправлять данное оборудование/ПО;
- во взаимодействии с другим оборудованием/ПО;
- в использовании новых версий ПО;
- в безопасной эксплуатации ввиду наличия неустранимых уязвимостей ПО, вынужденном использовании скомпрометированных/слабых алгоритмов шифрования;
- в использовании новых форматов данных;
- в соответствии международным, государственным или внутрикорпоративным нормам.

Эти признаки являются показателями устаревания только в том случае, если они являются следствием появления новых более совершенных или более популярных версий аналогичного оборудования/ПО или технологий, используемых в данном оборудовании/ПО (для сверхсовременного или уникального оборудования также характерны перечисленные признаки, но это не является показателем их устаревания).
Существует два вида морального износа:
- моральный износ первого вида — снижение стоимости оборудования из-за удешевления производства его аналогов;
- моральный износ второго вида — появление более совершенных моделей оборудования.

В обоих случаях оборудование становится невыгодно эксплуатировать. Владелец устаревшего оборудования должен принять решение, продолжать им пользоваться без изменений, подвергнуть модификациям или заменить на новое.

Кроме того, может быть подразделено на техническое устаревание, функциональное устаревание, планируемое устаревание, стилевое устаревание и т. д.